# Марлен Дитрих
Марлен Дитрих (Берлин, 27. децембар 1901 — Париз, 6. мај 1992) била је немачка и америчка глумица и певачица. Филмску каријеру почела је двадесетих година 20. века, да би за десет година постала једна од најцењенијих и најтраженијих глумица, као и најплаћенија кабаретска играчица на свету. Остварила је запажене улоге у филмовима Плави анђео, Жена за којом се чезне, Шангај експрес, Ђаво је жена и Плава Венера, као и у филму Мароко за који је била номинована за Оскара за најбољу главну глумицу.
Марлен је била веома интригантна жена. За њу се везују љубавне афере са Чарлијем Чаплином, Кирком Дагласом, Франком Синатром, Ернестом Хемингвејом, Гаријем Купером, Џоном Вејном, Ремарком и Хамфријем Богартом. Декларисала се као бисексуалка и привлачила огромну пажњу носећи мушко одело. Верује се да је била у вези са Едит Пијаф и Гретом Гарбо.
Дитрихова је прва Немица која је успела да постане звезда у Холивуду и доживела светску славу. Амерички филмски институт је прогласио за једну од највећих филмских звезда свих времена.

## Детињство и период пре глуме
Марлен Дитрих је рођена као Марија Магдалена Дитрих, 27. децембра 1901. године у берлинском кварту Шенебергу. Била је друга кћерка краљевског полицијског поручника Луиса Ериха Ота Дитриха и Јозефине Вилхелмине Елизабет (рођене Фелсинг). Породица је имала још једну, годину дана старију кћерку по имену Елизабет. Могуће је да је она, заједно са својим мужем, у току Другог светског рата водила биоскоп који су углавном посећивали чланови СС-трупа, па је Марлен касније често негирала постојање своје сестре. Након смрти оца 1907. године њена мајка се удала за поручника Едуарда фон Лоша, који је касније погинуо у Првом светском рату.
Марлен је учила да свира виолину и 1918. године почела је да студира виолину у Вајмару. Године 1921, наставила је студије у Берлину, али морала је да их напусти због тендонитиса. Међутим, после аудиције у Немачком позоришту ангажовао ју је познати позоришни редитељ, Макс Рајнхард.

## Каријера

### Филмска каријера

#### Рана светска слава
Марлен Дитрих је своје прве наступе имала почетком двадесетих, као хористкиња у представама Макса Рајнхарда. Пошто јој је повремено додељивао мале споредне улоге, њен таленат уопште није био запажен годинама. Марлен је незнатну популарност стекла позоришним представама Укроћена горопад, Пандорина кутија, Две кравате... Прву велику филмску улогу имала је 1922, у филму So sind die Männer, али ни она је није прославила. На снимању филма  упознала је Рудолфа Зибера, асистента извршног продуцента, свог будућег мужа. До краја двадесетих играла је у мањим филмовима Кафе Електрик и Љубим руку, мадам, да би је 1929. године редитељ Јозеф фон Штернберг, који је био у потрази за главном глумицом за први немачки тон-филм, Плави анђео, одабрао за главну улогу. Видео је Дитрихову у мјузиклу Zwei Krawatten (срп. Две кравате) и схватио да је улога кабаретске певачице Лоле–Лоле као створена за њу. Испоставило се да је био у праву и да је овај филм Дитриховој донео светску славу. Истовремено је био снимљен на немачком и енглеском језику, и дуго је био популаран у целој Европи. Песма коју је Марлен у њему отпевала — Ich bin von Kopf bis Fuss auf Liebe eingestellt (срп. Поново се заљубљујем) — постала је светски хит. Њен наступ у Плавом анђелу одредио је психолошки тип који је она визуелно разрадила: постала је мршавија, косу офарбала у платинум–плаво и више истицала ноге. Позирала би полуотворених очију, са благо издигнутим обрвама и ироничним, тајанственим полуосмехом – обавезно са цигаретом у дугој муштикли.

#### Филмска звезда
По доласку нациста на власт, Марлен је кренула са фон Штернбергом у Америку и потписала је уговор за Парамаунт пикчерс. Сматрали су је Парамаунтовим одговором на МГМ-ову хладну лепотицу Грету Гарбо. Њен први филм у Америци је био Мароко, где глуми кабаретску играчицу и певачицу која се заљубљује у легионара.
За њу је била номинована за Оскар за најбољу главну глумицу, што је била њена прва и последња номинација за ову награду. У наредних неколико година снимила је још пет, од укупно седам филмова у режији фон Штернберга. Без обзира на филм и улогу, он је упорно градио њен имиџ гламурозне европске femme fatale. Саветовао је да смрша, а она му је веровала и слушала га. На снимању би се највише трудио око ње. Наредио је да се, када је она у кадру, комбинују светлост и сенке, како би изгледала магично и нестварно. Филмови које су снимили после Марока били су Обечашћена, Шангај експрес, Гримизна царица и Ђаво је жена. Филм Шангај експрес из 1932. је био комерцијално најуспешнији од Штернберг-Дитрих филмова. Ипак, сарадњу између њих двоје је 1935. прекинула Марлен. Такође је 1936. године одбила Гебелсову понуду да сними филм у Немачкој, за који би добила велики хонорар и за који је могла да бира сценарио и сараднике. Дитрих је наставила да снима у САД са Хичкоком, Лубичем, Велсом и Вајлдером. Мада је филм Витез без оклопа из 1937. био комерцијални неуспех, Дитрихова је била тзв. отров за биоскопе, једна од најтраженијих и најомиљенијих филмских звезда у Америци. Иако би филмови које је бирала често били финансијски и критички промашаји, народ је волео. Године 1939, добила је америчко држављанство. Два позната филма у којима је глумила до краја тридесетих су били Дестри поново јаше и Седам грешника. Практично све њене филмске улоге биле су сличне: жена од искуства и са прошлошћу, забављачица, плесачица и певачица, кабаретска дама, понекад на шпијунским задацима, наизглед уморна од љубави али и те како спремна да почне изнова, изазов за дечаке, опасност за ожењене, партнер за авантуристе. Наступала је у филмовима разголићена, на ужас америчких моралиста. Два су костима нераздвојиво везана за њу: црни корсет са чарапама и мушко одело — истовремено екстремно женски и екстремно мушки изглед. С годинама је прихватала све мање улога, а све више се посвећивала певању, које и није било право певање, него више певушење и прича.

#### Последњи филмови
| „               | Своју филмску каријеру никада нисам узимала за озбиљно. | ” |
| — Марлен Дитрих |                                                         |   |

Дитрихова је за време рата и после наставила да снима, али примат су имали њени наступи у кабареима и позориштима широм света. Познати филмови које је снимила педесетих су били Златне минђуше, Ранч проклетих, Прича из Монте Карла и Сведок без оптужбе. Године 1961. играла је споредну улогу у запаженом и награђиваном филму Нирнбершки процес. Поред ње су још били и Монтгомери Клифт, Џуди Гарланд, Максимилијан Шел, Спенсер Трејси и Берт Ланкастер. Последњи филм у ком је глумила је био комерцијални дебакл Само жиголо из 1979. Овде је глумила у колицима, пошто је претходно на турнеји у Сиднеју поломила ногу. После снимања повукла се заувек из јавности у свој стан у Паризу у авенији Монтењ, који није напустила до смрти. Максимилијан Шел, њен дугогодишњи пријатељ, снимио је 1984. документарни филм Марлен и замолио је да се појави у њему. Она је пристала под условом да само говори, али не и да је снима камера. Филм је био номинован за Оскар за најбољи документарни филм. Дитрихова је често говорила да се не осећа пријатно када снима филмове, и да себе не сматра звездом, него личношћу. Стога је чак и у Холивуду живела мирно и морално безбрижно. „Одувек сам била равнодушна према слави. Слава је прилично мучна, проблематична и опасна. Потпуно сам хладна на изливе обожавања странаца. Слава која у потпуности може изменити имиџ човека, нада мном није имала никакву моћ“ — написала је у својим мемоарима 1979. године.

### Певачка каријера
Од раних педесетих до средине седамдесетих, Дитрихова је радила као најплаћенија и најтраженија кабаретска играчица на свету. Наступала је у најпрестижнијим позориштима и кабареима свих већих градова Америке, Европе и Аустралије. Године 1953. потписала је уговор са хотелом Сахара у Лас Вегасу, вредан 30.000 долара недељно, да одређеним данима изведе пар својих најпопуларнијих песама. На опште одушевљење публике, наступала је у провидној свиленој хаљини, која је на кључним местима имала бисере. Била је веома тешка, а дизајнирао је Жан Луј. Сматрало се да су њен највећи адут биле њене ноге, које су и у шестој деценији биле привлачне. Марлен је једном приликом изјавила: „Ноге не могу да буду лепе. Ја само знам како да их употребим.“ Након изузетно успешне сезоне обновила је уговор са хотелом, и потписала један са лондонским клубом Кафе де Пари.
Убрзо је ангажовала менаџера и музичког уредника, Берта Бакарака. Он је проширио њен репертоар, па више није певала само своје песме, већ и све остале које су тада биле популарне. Побољшао је и њене наступе, па више није само певала, него и играла и глумила — створио је Шоу Марлен Дитрих. Смишљеним сценским наступима, ублажио је њене вокалне недостатке (Марлен је била контраалт).
Наступи Дитрихове су обично имали два дела. Најпре би певала и играла у елегантној вечерњој хаљини, заводећи мушкарце својим дугим ногама. Потом би обукла фрак и ставила цилиндар, па смело флертовала са женама. У том делу програма би обавезно певала One For My Baby и I've Grown Accustomed to Her Face. Питер Богданович је рекао: „Она је изнад онога што ради. Било да пева лаку, стару мелодију I Can't Give You Anything But Love, Baby, немачку љубавну Das Lied Ist Aus или француску La Vie en Rose, она уноси дашак аристократије... Народна Go 'Way From My Window никада није изношена са толико страсти, а у њеној интерпретацији, Where Have All the Flowers Gone? није антиратна жалопојка, већ оптужба против свих нас“.
С годинама, Марленина популарност у Америци није опадала. Она је постајала још гламурознија и смелија. Користила је рубље од којег је тело изгледало као да је вајано; њена кћерка каже да је у сваки грудњак био ушивен сунђер како би јој груди и даље изгледале уздигнуте и чврсте. Око њених перика и шминке старали су се професионалци. Шездесетих је отишла у Немачку, на тако жељену турнеју. Иако се потрудила више него икад и дала најбоље наступе у својој каријери, турнеја је била финансијски неуспех јер су људи имали подељено мишљење о њеном великом повратку. Након тога је отпутовала на заказане наступе у Израел, и разбила правило по коме се немачки не сме говорити у овој земљи. Одзив публике је био одличан, а овације су биле огромне када је запевала антиратну Where Have All the Flowers Gone? Године 1967. и 1968. наступала је на Бродвеју и добила Награду Тони за животно дело. Четири године касније снимљен је филм I Wish You Love, о њеним наступима 1967. и '68. године, а она је за сарадњу на пројекту добила 250.000 долара. Тада се и њено здравље погоршало. Оперисала је рак грлића материце, а почели су и проблеми са циркулацијом. Признала је да наступа само због новца. Године 1974. поломила је ногу на турнеји у Сиднеју, и мада још увек није намеравала да престане да игра, догодило се нешто што је натерало да заврши каријеру.

## Последње године и смрт
Марленина носталгија за домовином била је огромна. Једном је изјавила: „Моји Немци и ја више не говоримо истим језиком.“ У својој аутобиографији је писала о много бољим данима предратног Берлина, и о много углађенијим мушкарцима него што су били они које је затекла у Америци. Вешто је избегла Гебелсову игру, који је величао и хвалио само да би дошла у Немачку и снимила нацистички пропагандни филм. Када га је одбила, он је прогласио неморалном издајицом свог народа. Одлучно је одбацила нацизам и Хитлерове ставове, и супротставила им пацифизам као природно стање духа. У трилеру Сведок оптужбе, Били Вајлдер јој је дао веома личну улогу — била је хладна и прорачуната Немица, осумњичена за убиство, која на себе навлачи свеопшту мржњу. Иако се заклела да никада неће отићи у Немачку, изразила је жељу да је сахране у Берлину.
Када је снимила свој последњи филм — Само жиголо, са Дејвидом Боуијем, Дитрихова се повукла у свој стан у Паризу. Била је политички активна, дописивала се и водила телефонске разговоре са многим светским вођама. Међу њима су били и Роналд Реган и Михаил Горбачов.
Марлен Дитрих је умрла 6. маја, 1992. у Паризу у својој деведесетој години. Служба је била одржана у цркви Мадлен у Паризу, а ковчег са њеним телом је покривен француском заставом. У цркви је било 3.500 присутних и још неколико хиљада људи испред. Ковчег је након тога прекривен још и америчком заставом, па враћен у Берлин. Ту је покривен немачком заставом и положен на гробљу Städtischer Friedhof III на Шенебергу, недалеко од куће у којој је одрасла. Дитрихова је 1997. добила свој трг у Берлину, са посветом: „Берлинска светска звезда филма и шансона. Залог за слободу и демократију, за Берлин и Немачку.“ Сто година од њеног рођења је у Немачкој прослављено уз велику помпу. Музеј хомосексуалаца у Берлину је направио изложбу под именом Марлен Дитрих и трећи пол. Држава Немачка јој се званично извинила због непријатељства, а град Берлин јој је 16. маја 2002. године постхумно доделио статус почасне грађанке.
Њене ствари су распродате на јавној аукцији недуго после њене смрти, а највећи део припао је берлинском Музеју филма. Данас се ту налази око три хиљаде одевних предмета, педесет торбица и сто педесет пари рукавица, четири стотине шешира и исто толико ципела, петнаест хиљада фотографија и око триста хиљада листова преписке са пријатељима, љубавницима и љубавницама, и политичким лидерима. Стан на њујоршкој авенији Парк продан је 1998, за 615.000 долара. На њеном надгробном споменику написане су речи немачког песника Теодора Корнера: Стојим на путоказима свог живота.

## Приватни живот

### Брак и ванбрачне везе
На снимању филма  упознала је Рудолфа Зибера, асистента извршног продуцента, за кога се удала 17. маја 1923. године. Плод тог брака била је кћерка Марија Рива, која је такође постала глумица.
Руди и Марлен су били изузетно либералан и толерантан пар. Обоје су имали ванбрачне везе и нису их крили једно од другог. Марлен је често познавала Рудијеве љубавнице, а једном је чак издржавала супруга и једну од њих, на њиховом ранчу у Сан Фернанду. Када је Рудолф умро 1976. године, Марлен је радила и није стигла да буде поред њега. То јој је доста тешко пало и изјавила је да је то највећа грешка у њеном животу. Дала је да му се на надгробном споменику напише само Руди, и окончала каријеру.

### Марлен и религија
Дитрихова је одгајана као протестанткиња, али се после рата декларисала као атеиста. „Изгубила сам веру током рата, и не могу да верујем да сви настрадали које сам волела лете унаоколо или седе за столовима. Ако Бог постоји, нека преиспита свој план.“

### Активизам у Другом светском рату
Марлен је одувек имала јака политичка уверења и храброст да о њима прича. Била је једна од првих звезда које су јавно критиковале нацизам и још прикупљале паре за рат против Хитлерове Немачке. Када је Хитлер позвао да се врати у Немачку, да својим филмовима прославља нацизам, где ће је учинити најмоћнијом женом на свету, одговорила је не само одбијањем и јавним називањем Хитлера идиотом, него је још ишла да забавља америчке војнике на фронтовима. Снимила је неколико антиратних песама и наступала је пред савезничким трупама на фронтовима у Алжиру, Француској, Енглеској и Немачкој са генералима Џејмсом М. Гевином и Џорџом Смитом Патоном. На питање зашто то ради, када се налази у очигледној опасности, на пар километара од немачке линије, одговорила је aus Anstand — из пристојности. Касније је изјавила да никада више није имала тако интензиван контакт са својом публиком.
На крају рата је ушла са првим америчким трупама у Немачку. У Столбергу, поред Ахена препознао је један Немац и на њено велико изненађење поздравио је с радошћу. Ова неочекивана реакција није била усамљени случај; жене из места су скупиле састојке за колач добродошлице, који је, по њеним тврђењима, био најукуснији оброк у њеном животу. Имала је такође среће у проналажењу мајке и сестре и најпре их је контактирала преко радија, а касније су се среле у Берлину. Њена мајка, која се заклела себи да ће преживети Хитлера, умрла је новембра 1945, пошто је рат био завршен.

#### Признања после рата
Њен политички и друштвени ангажман против нацистичког режима добио је интернационално признање знатно раније него што је то био случај у Немачкој. Већ 1947. Марлен Дитрих је добила Медаљу слободе од америчке владе, највиши цивилни орден САД. Такође, 1950. године постала је Chevalier de la Legion d'Honneur — витез Легије части, да би касније била произведена у официра и команданта Легије части. Рекла је да је то највеће достигнуће у њеном животу.
Немачка јавност је дуго остала непријатељски расположена према њој и неки су у њој и даље видели издајицу. Неколико пута је наступала у Немачкој: 1960. у Берлину, 1962. у Диселдорфу и 1963. у Баден-Бадену. Њен наступ у Берлину 1960. године изазвао је врло подељене реакције код грађана. Док су јој неки, укључујући и градоначелника, пожелели добродошлицу, други су испред концертне зграде протестовали уз повике „Марлен, иди кући!“ Никада се више није вратила да живи у Немачкој, због чега је патила. Песма Ich hab noch einen Koffer in Berlin — Имам још један кофер у Берлину, говори о томе да још увек сања да се врати у град у коме је рођена.

### „Ја сам мушкарац у души“
Иако је на пословном плану била врло резервисана, Марлен није крила од јавности детаље из свог приватног живота. Било је познато да је била бисексуалка и да је жалила за декадентним, предратним годинама Берлина, када је водила богат ноћни живот.
| „               | Одувек сам волела геј и импотентне мушкарце! Они су фини, а можете и да спавате. | ” |
| — Марлен Дитрих |                                                                                  |   |

Марленина кћерка, Марија Рива, тврдила је да јој је мајка отворено причала о својим првим љубавним и сексуалним искуствима. Рекла јој је да је као девојчица била заљубљена у своју професорку француског, мадмоазел Брего, а да је изгубила невиност са својим професором виолине. Убрзо након венчања с Рудијем, Марлен је упознала комичарку Клер Валдорф, са којом је сарађивала у мјузиклу Плави анђео. Иако су њихови наступи одисали (би)сексуалношћу, Марлен никада није споменула да је била у вези са Клер. Валдорфова је била једна од првих берлинских лезбијки које нису криле своје сексуално опредељење. Управо је Клер била та која је научила Дитрихову како да носи мушку одећу и да нагласи своју андрогину појаву.

Пре свог одласка у Америку, Марлен је играла у једном мјузиклу са кабаретском певачицом Марго Лион. Глумиле су жене које раде на одељењу са женским рубљем, где узбуђују једна другу женским чарапама. Отпевале су песму Wenn die Beste Freundin, чија је тема била превелика љубав између две пријатељице. Ово је постала једна од лезбијских химни предратног Берлина, а Дитрихова је почела да добија многобројне понуде за рекламирање женских чарапа. Убрзо по доласку у САД, Марлен је упознала књижевницу Мерцедес де Акосту. Рекла је да се заљубила у њу чим је угледала, а убрзо потом биле су у вези. Марлен је била веома пажљива према де Акости, вечито заљубљеној у Грету Гарбо. Марлен је сваког дана слала руже, каранфиле и орхидеје де Акости у стан. Де Акостина кућа је била затрпана цвећем и она је наредила служавки да га шаље у болницу. Када је замолила Дитрихову да јој не шаље цвеће јер више нема где да га стави, ова јој је купила вазе и наставила по старом. Дитрихова је била поприлично забринута због ње и кад би каснила на вечеру, јавила би јој: „Љубави, молим те једи нешто и иди у кревет. Ту ме сачекај.“ Када је студио сазнао за ову везу, почели су да је критикују и да јој пребацују неморално понашање. Дитрихова је на те критике кратко одговорила директору студија: „У Европи није битно да ли је мушко или женско. Ми водимо љубав са сваким ко нас привлачи.“ Веза између ње и Мерцедес се постепено охладила Акостиним честим помињањем Грете Гарбо.
Није много прошло, а Дитрихова се заљубила у Џона Гилберта, који је такође патио због Гарбо. Марлен је покушавала да га врати на посао, трудила се да му обезбеди улоге, али он је био веома несрећан и потпуно се одао пићу. Деветог јануара 1936. умро је од срчаног удара. Марлен, која је била са њим, позвала је свог доктора, покупила своје ствари и побегла. Сутрадан се на сахрани онесвестила од туге.
Њена последња велика љубав је био француски глумац Жан Габин. Иако јој није био веран, она га је сматрала човеком свог живота, па је с њим отишла у Европу. Веза је брзо пукла, а Марлен је неколико година касније купила стан у Паризу, где је он живео.
У Паризу је упознала Едит Пијаф, са којом је убрзо ступила у сентименталну везу. На крају су остале добре пријатељице, а Марлен је била кума на њеном венчању. Педесетих је била у вези са Јулом Бринером и то је била једна од њених дужих веза. Њени биографи кажу да је он био срећан што је са женом о којој је маштао као дечак, а она је била толико задовољна да је свима причала о њему. Дитрихова је јавно рекла да је била у вези са Џоном Кенедијем, Бернардом Шоом и Џоном Вејном, са којим је ишла у лов и на пецање. Имала је кратку авантуру са Џејмсом Стјуартом, док јој Гари Купер никада није узвратио симпатије. У Паризу је имала кратку романсу са Ремарком, који је тада писао роман Тријумфална капија. Када су раскинули, а он завршио роман, додао је посвету за М. Д. Поред њих, новине и биографи су писали и о везама са другим познатим личностима, између осталих и са Френком Синатром, Гретом Гарбо, Кирком Дагласом и Чарлијем Чаплином, но Дитрихова никада није причала о њима. Додуше, демантовала је нагађања медија у вези ње и Хемингвеја, рекавши да је он био једини мушкарац који није хтео да спава са њом.

### Место у поп култури
Дитрихова је била једна од првих познатих жена које су носиле мушке панталоне. Полако али сигурно, стварала је идеју о самосталној, одлучној и мудрој жени. Својим бурним љубавним животом потиснула је патријархалну свест друштва у ком је живела, док је јасним и независним ставовима разбила националне оквире. Развијала је свест о толеранцији и различитостима, те је због тога постала једна од највећих геј икона 20. века. Статус жене од великог утицаја на популарну културу одржала је и педесет година након врхунца своје каријере.

## Рекли су о Марлен Дитрих...
- Критичар Кенет Тајнан је једном рекао: „Марленина мужевност привлачи жене, а женственост мушкарце. Она нема пол.“[45]
- Лени Рифенштал никада није имала речи хвале за Марлен: „Видела сам је само једном. Седела је са неким младим глумицама и пажњу ми је привукао њен дубоки, храпави глас. Чула сам је како гласно каже: Зашто увек морамо да имамо лепе груди? Зар не могу мало да висе? Док су девојке биле запрепашћене, она је подигла леву дојку и играла се њоме.“[22]
- Редитељ Фриц Ланг, осврнуо се на њену сталну потрагу за правим: „Када је волела, давала се у потпуности, али је ипак тражила другог. Можда је увек, када је неко воли, морала да доказује себи да ће их бити још. У томе је велика трагедија њеног живота.“[22]
- Њен дугогодишњи пријатељ, Ернест Хемингвеј, рекао је: „Да није поседовала ништа друго до свог гласа, могла је и са њим да вам сломи срце. Али имала је и предивно тело и ванвременски лепо лице. Небитно је ако вам сломи срце, јер је ту да га зацели.“[9]
- Сесил Битон, после чије смрти је Марлен изјавила да је по други пут постала удовица, написао је: „Остала је оно што је била годинама — невероватно усхићење чији дар превазилази њена глумачка достигнућа, није повезан са одређеним временом, нити с укусом епохе, чак не зависи ни од здравог разума.“[9]
- Жан Кокто је рекао: „Ко год је упознао, упознао је савршенство!“[9]

## Занимљивости
- Када је Кристина, кћерка Џоун Крафорд објавила биографију своје мајке, Најдража мамице, где је изнела и истине и неистине о животу Крафордове, између осталог, и како је ова била алкохоличарка и физички је малтретирала, Марлен је изјавила да је шокирана што је Парамаунт откупио права на књигу те кучке, и још додала: „Нисам познавала Џоун, али нико не заслужује ту врсту блаћења! Требало је да је остави онде где је нашла, па сад не би могла да пљује свој отров. Страховито је мрзим због тога, а знам да ће и људи.“[11]
- (О Лорети Јанг): „Кад год згреши, она направи цркву! Ето зашто је Холивуд пун католичких светиња!“[11]
- Дитрихова је снимила неколико филмова са Гаријем Купером, а најпознатији међу њима је Мароко. Иако је тада флертовала са њим, када су је касније питали какво је њено мишљење о њему, рекла је: „Није био ни интелигентан ни културан. Као и сви остали глумци из тог времена, одабран је због свог физичког изгледа, што је можда и било важније од активног мозга.“[11]
- На својим наступима на фронтовима говорила је војницима да зна да чита мисли. Наредила би им да мисле о било чему, о нечему што она никада не би помислила. Онда би прилазила једном по једном и шапутала: „Ох, мисли на нешто друго, молим те. Не могу о томе јавно!“[24]
- Када је пред један наступ вежбала песму Поново се заљубљујем, Штернберг је побеснео: „Крмачо ниједна! Навуци гаће, виде ти се стидне длаке!“[22] То је у ствари био један од његових бројних љубоморних испада, јер је Марлен у то време била опседнута Гаријем Купером.
- Није познато колико су Марлен и Бети Дејвис биле блиске, али постоји анегдота да Дитрихова није волела Џоун Крафорд. Наводно, Марлен се једном у авиону сусрела са Крафордовом и није хтела да јој се јави. Да је овај догађај можда тачан, сведочи и то што је Дејвисова за Марлен имала само речи хвале. У једном интервјуу из 1987. рекла је да је Дитрихова дошла у Hollywood Canteen обојена у златно и учинила да сви присутни мушкарци буду потпуно затечени и опијени.[46]
- Марлен је у Венецији упознала Ериха Ремарка, писца чувеног романа На западу ништа ново. Рекла му је да јој се допада и да је превише млад да би написао ремек-дело. Када јој је он бојажљиво признао да је импотентан, Марлен је радосно узвикнула: „Предивно!“[22][47]
- „Секс. У Америци – опсесија, у другим деловима света – чињеница.“

## Филмографија
Марлен је снимила пет краткометражних филмова: Die gluckliche Mutter, The Fashion Side of Hollywood, Screen Snapshots Series 16, No. 7, Show Business at War и Memo for Joe.
| Улоге Марлен Дитрих |                           |               |                       |                                              |
| Година              | Српски назив              | Изворни назив | Улога                 | Напомена                                     |
| 1923.               | Трагедија љубави          |               | Луси                  | неми филм                                    |
| 1923.               | Мали Наполеон             |               | Катрин                | неми филм                                    |
| 1923.               |                           |               | Крамерова кћерка      | неми филм                                    |
| 1924.               | Скок у живот              |               | Девојка на плажи      | неми филм                                    |
| 1925.               |                           |               | Плесачица             | неми филм                                    |
| 1926.               |                           |               | Софи                  | неми филм                                    |
| 1926.               | Манон Леско               |               | Мишлен                | неми филм                                    |
| 1927.               |                           |               | Кокот                 | неми филм                                    |
| 1927.               |                           |               | Едми                  | неми филм                                    |
| 1927.               |                           |               | Ивет                  | неми филм                                    |
| 1927.               | Кафе Електрик             |               | Ерни                  | неми филм                                    |
| 1928.               | Принцеза О–ла–ла          |               |                       | неми филм                                    |
| 1929.               |                           |               | Ивлин                 | неми филм                                    |
| 1929.               | Људим руку, мадам         |               | Лусил                 | неми филм                                    |
| 1929.               | Жена за којом се чезне    |               | Сташа                 | неми филм                                    |
| 1929.               | Брод изгубљених мушкараца |               | Етел Марли            | неми филм                                    |
| 1930.               | Плави анђео               |               | Лола–Лола             |                                              |
| 1930.               | Мароко                    |               | Ејми Џоли             | номинована – Оскар за најбољу главну глумицу |
| 1931.               | Обешчашћена               |               | Мари                  |                                              |
| 1932.               | Шангај експрес            |               | Шангај Лили           |                                              |
| 1932.               | Плава венера              |               | Хелен Фарадеј         |                                              |
| 1933.               | Песма над песмама         |               | Лили                  |                                              |
| 1934.               | Гримизна царица           |               | Катарина Велика       |                                              |
| 1935.               | Ђаво је жена              |               | Конча Перез           |                                              |
| 1936.               | Жеља                      |               |                       |                                              |
| 1936.               | Алахова башта             |               | Доминик               |                                              |
| 1937.               | Витез без оклопа          |               | Александра Владинов   |                                              |
| 1937.               | Анђео                     |               | Марија Беркер         |                                              |
| 1939.               | Дестри поново јаше        |               | Френчи                |                                              |
| 1940.               | Седам грешника            |               | Бижу Бланш            |                                              |
| 1941.               | Лепотица из Њу Орлеанса   |               | Грофица Клер          |                                              |
| 1941.               |                           |               | Феј                   |                                              |
| 1942.               |                           |               | Елизабет              |                                              |
| 1942.               |                           |               | Шери                  |                                              |
| 1942.               | Питсбург                  |               | Џоузи Винтерс         |                                              |
| 1944.               |                           |               | као Марлен Дитрих     |                                              |
| 1944.               |                           |               | Џамила                |                                              |
| 1946.               |                           |               | Бланш                 |                                              |
| 1947.               | Златне минђуше            |               | Лидија                |                                              |
| 1948.               |                           |               | Ерика                 |                                              |
| 1950.               | Трема                     |               | Шарлот                |                                              |
| 1951.               | Необично путовање         |               | Моника Тисдејл        |                                              |
| 1952.               | Ранч проклетих            |               | Олтар Кин             |                                              |
| 1956.               | Пут око света за 80 дана  |               | салонска хостеса      |                                              |
| 1956.               | Прича из Монте Карла      |               | Марија                |                                              |
| 1957.               | Сведок оптужбе            |               | Кристин Вол           |                                              |
| 1958.               | Додир зла                 |               | Тања                  |                                              |
| 1961.               | Нирнбершки процес         |               | гђа. Бертхолт         |                                              |
| 1979.               | Само жиголо               |               | Баронеса фон Семеринг |                                              |
| 1984.               | Марлен                    |               | Марлен Дитрих         | (документарни)                               |

## Дискографија

### Албуми
| Албум | Година |
| ----- | ------ |
|       | 1949   |
|       | 1951.  |
|       | 1952.  |
|       | 1954.  |
|       | 1959.  |
|       | 1960.  |
|       | 1964.  |
|       | 1964.  |
|       | 1964.  |
|       | 1969.  |
|       | 1973.  |
|       | 1974.  |
|       | 1982.  |

### Синглови
- 1930:-{Falling In Love Again
- 1930: Naughty Lola
- 1931: Johnny
- 1945: Lili Marlene
- 1962: Sag Mir Wo Die Blumen Sind
- 1978: Just A Gigolo}-